# Unimodale Folge
In der Mathematik ist eine unimodale Folge eine Folge, die bis zu einem Maximum monoton wächst und dann monoton fällt. (Das Maximum kann mehrmals hintereinander angenommen werden.)

Für festes bilden die Binomialkoeffizienten jeweils eine unimodale Folge.

Ein Beispiel ist die Folge der Binomialkoeffizienten {\displaystyle \left({\begin{array}{c}n\\k\end{array}}\right)} für festes {\displaystyle n} und {\displaystyle k=0,1,\ldots ,n}, denn es gilt
{\displaystyle \left({\begin{array}{c}n\\0\end{array}}\right)\leq \left({\begin{array}{c}n\\1\end{array}}\right)\leq \cdots \leq \left({\begin{array}{c}n\\{\frac {n}{2}}\end{array}}\right)\geq \left({\begin{array}{c}n\\{\frac {n}{2}}+1\end{array}}\right)\geq \cdots \geq \left({\begin{array}{c}n\\n\end{array}}\right)}
für gerade {\displaystyle n} und
{\displaystyle \left({\begin{array}{c}n\\0\end{array}}\right)\leq \left({\begin{array}{c}n\\1\end{array}}\right)\leq \cdots \leq \left({\begin{array}{c}n\\{\frac {n-1}{2}}\end{array}}\right)=\left({\begin{array}{c}n\\{\frac {n+1}{2}}\end{array}}\right)\geq \cdots \geq \left({\begin{array}{c}n\\n\end{array}}\right)}
für ungerade {\displaystyle n}.

## Log-konkave Folgen
Eine Folge {\displaystyle (a_{i})_{i\in \mathbb {N} }} heißt log-konkav, wenn
{\displaystyle a_{i}^{2}\geq a_{i-1}a_{i+1}}
für alle {\displaystyle i\geq 1}. Der Name leitet sich daraus ab, dass die Folge der Logarithmen {\displaystyle (\log(a_{i}))_{i\in \mathbb {N} }} die Ungleichung
{\displaystyle {\frac {\log(a_{i-1})+\log(a_{i+1})}{2}}\leq \log(a_{i})}
erfüllt, also konkav ist.
Jede log-konkave Folge (ohne Nullen) ist unimodal. Tatsächlich folgt aus {\displaystyle a_{i}^{2}\geq a_{i-1}a_{i+1}} für alle {\displaystyle i\geq 1}, dass die Folge der Quotienten {\displaystyle {\frac {a_{i}}{a_{i-1}}}} monoton fallend ist. Sei dann {\displaystyle j\geq 1} der letzte Quotient mit {\displaystyle {\frac {a_{j}}{a_{j-1}}}\geq 1} (bzw. {\displaystyle j=0}, falls bereits {\displaystyle {\frac {a_{1}}{a_{0}}}<1}), dann ist die Folge {\displaystyle (a_{i})_{i\in \mathbb {N} }} bis zum Folgenglied {\displaystyle a_{j}} monoton wachsend, anschließend monoton fallend. Beispielsweise sind die Folgen der Stirling-Zahlen erster und zweiter Art {\displaystyle \left[{\begin{array}{c}n\\k\end{array}}\right]} bzw. {\displaystyle \left\{{\begin{array}{c}n\\k\end{array}}\right\}} für festes {\displaystyle n} und {\displaystyle k=0,1,\ldots ,n} log-konkav und damit unimodal. Auch die Binomialkoeffizienten bilden eine log-konkave Folge.
Zahlreiche in der Mathematik vorkommende Folgen sind log-konkav und damit unimodal. Ein Beispiel aus der Geometrie sind die Alexandrov-Fenchel-Ungleichungen, denen zufolge die gemischten Volumina konvexer Körper eine log-konkave Folge bilden.